# Alberto Jurado
Alberto Jurado González (24 de mayo de 1902-10 de agosto de 1984), fue un velocista y saltador de longitud ecuatoriano.  Compitió en los 100 metros masculinos y en los eventos de salto de longitud en los Juegos Olímpicos de verano de 1924.